# Patrick Bissell
Walter Patrick Bissell (Corpus Christi, 1º dicembre 1957 – Hoboken, 29 dicembre 1987) è stato un ballerino statunitense. Fu ballerino principale con l'American Ballet Theatre. Alla sua morte all'età di 30 anni per un'overdose di droga, è stato descritto dal direttore artistico dell'American Ballet Theatre Mikhail Baryshnikov come "senza dubbio una delle luci più brillanti nella storia dell'American Ballet Theatre, o del resto, dell'intero mondo del balletto". Bissell era famoso per la sua altezza e l'atletismo. Il suo ruolo più famoso fu Solor in La Bayadère. La sua morte spinse a indagare sul presunto diffuso uso di droga all'interno dell'American Ballet Theatre.

## Primi anni
Nato a Corpus Christi, in Texas, era uno dei cinque figli di Donald e Patricia Bissell; tra i suoi fratelli c'erano suo fratello gemello William, due sorelle, Susan e Barbara e il fratello Donald. La famiglia visse a Palos Park, nell'Illinois, per diversi anni. Suo padre era un progettista di sistemi informatici con la Hiram Walker Inc. Bissell era un atleta che amava esibirsi in prodezze audaci: all'età di 8 anni saltò giù da un trampolino alto 9,1 m, anche se non sapeva nuotare. Si dilettava in molti sport: baseball, basket, calcio, pista, ecc. Fu introdotto al balletto all'età di dieci anni da sua sorella Susan che lo pagò per essere suo compagno di balletto; così fu pagato per la prima volta che ballò. Trovò una casa e un rifugio nella passione per il balletto e decise di fare di esso la sua attività nella vita. Iniziò ad esercitarsi nel balletto e nella danza jazz e fu presto accettato in una compagnia a Toledo, nell'Ohio. Come molti ragazzi che si dedicano al balletto, cercò di mantenere segrete le sue lezioni, ma si sparse la voce e fu ridicolizzato e maltrattato ogni giorno per il resto dei suoi giorni di scuola. "Ero un ragazzo magro, avrebbero potuto schiacciarmi in un istante", dichiarò.
Mentre Bissell cominciava a mostrarsi una promessa come ballerino, dimostrò anche di essere un giovane tormentato e iniziò a drogarsi all'età di 14 anni. Fu espulso dalla sua prima scuola perché spacciava droga sul posto. Fu notato dal ballerino americano Edward Villella, che incoraggiò i suoi genitori a mandarlo in un collegio di arti dello spettacolo. Nel 1972 entrò alla National Academy of Dance di Champaign, Illinois, da cui fu licenziato per problemi comportamentali. Bissell passò quindi un anno alla University of North Carolina School of the Arts, che lasciò quando fu informato che avrebbe dovuto prestare maggiore attenzione ai suoi studi accademici. Fece l'autostop fino a New York per perseguire una carriera nella danza, poiché è lì che si trovano le migliori scuole di compagnia di danza. Vinse poi una borsa di studio per studiare alla School of American Ballet, dove fu incoraggiato da Lincoln Kirstein, il suo fondatore, e Stanley Williams, uno dei suoi insegnanti. Fu invitato ad entrare nel Balancine's New York City Ballet e nel American Ballet Theatre. Decise di unirsi all'ABT e divenne membro del corpo di ballo. Passò rapidamente attraverso i vari ranghi anche a causa della scarsità di uomini in compagnia. Ovunque Bissell andasse attirava l'attenzione, sia per la sua danza infuocata che per la sua abitudine di indossare un cappello da cowboy e stivali in giro per New York: il suo modo di distinguersi, era un vero texano nativo. Fece anche il giro della città su una moto.
Danzò il ruolo principale in tre dei quattro balletti eseguiti dalla scuola nel suo workshop annuale e si laureò nel 1977. Diventò un buon amico di Mikhail Baryshnikov, che elogiava la sua danza.

## Carriera
Bissell entrò nel corpo di ballo dell'American Ballet Theatre nel 1977 e, dopo tre mesi, ballò il ruolo di protagonista ne La Bayadère. Si trasferì al Boston Ballet ma tornò l'anno seguente. Nel 1978 fu solista e ballerino principale nel 1979 all'American Ballet Theatre a causa della carenza di uomini nella compagnia, facendo addirittura la copertina della rivista Dance. Le ballerine lo avevano soprannominato "Tarzan", dato che era una gigantesca ed enorme forza inarrestabile di uomo che poteva trasportare alcune delle ragazze più grandi e più alte della compagnia. Per gran parte della sua carriera, tuttavia, Bissell è stato tormentato da ferite e ci sono state segnalazioni di problemi di droga e alcol. Bissell e Gelsey Kirkland furono licenziati dall'American Ballet Theatre nel 1980 e 1981 per motivi di ritardo cronico e mancate prove, in particolare per non aver assistito a una prova generale alla vigilia dell'apertura della compagnia al Kennedy Center di Washington, DC il 9 dicembre 1980. Bissell e Kirkland apparvero come artisti ospiti con il balletto Eglevsky nella produzione del secondo atto di Giselle nel 1982 all'Hofstra Playhouse di Hempstead, Long Island, New York. Successivamente Bissell si ricongiunse all'American Ballet Theatre.
È apparso in molti ruoli principali, tra cui Don José nella Carmen di Roland Petit, Franz in Coppélia, Basil ed Espada in Don Chisciotte, Albrecht in Giselle, Romeo in Romeo e Giulietta, il principe Siegfried nel Il lago dei cigni, James in La Sylphide, Principe Desiderio in La Bella Addormentata di Sir Kenneth MacMillan e il ruolo principale nel Concerto per violino Stravinsky di George Balanchine, Symphonie Concertante e Theme and Variations. Ha creato il ruolo del Principe nella produzione di Cenerentola di Mikhail Baryshnikov, il principale ruolo maschile in The Tiller in the Fields di Antony Tudor (1978),  Contredances di Glen Tetley (1979), il ruolo di Chéri di Peter Darrell (1980) e il ruolo di protagonista in Estuary di Lynne Taylor-Corbett (1983). Nel 1984, Bissell si esibì come artista ospite con la Universal Ballet Company nella sua prima produzione, Cenerentola di Adrienne Dellas. Ha collaborato con la sua principale ballerina e regista generale, Julia Moon. Si è inoltre esibito come artista ospite con il National Ballet of Canada, lo Scottish Ballet e il Pacific Northwest Ballet.

## Uso di droga e morte
Bissell fu arrestato nel 1981 a Bloomington, nell'Indiana, e accusato di ubriachezza in luogo pubblico, condotta disordinata e di aver spintonato un poliziotto. Fu condannato a una pena detentiva di 30 giorni, ma fu fatto un patteggiamento con il quale il giudice gli ordinò di organizzare uno spettacolo all'Università dell'Indiana devolvendo i proventi in beneficenza. A Bissell fu anche data una multa di $ 100. Dopo essere stati licenziati dall'ABT (insieme a Gelsey Kirkland), furono ripresi e festeggiarono usando una scorta di cocaina che avevano contrabbandato nella fodera di una scarpetta da ballo.
Bissell sposò Jolinda Menendez, una ex ballerina dell'American Ballet Theatre (ballava due ruoli ne Lo schiaccianoci di Baryshnikov) e la ballerina principale del Pennsylvania Ballet, il 26 giugno 1982 nella chiesa presbiteriana della Quinta Strada. Tuttavia il matrimonio si concluse dopo un anno a causa dei numerosi tradimenti ed i comportamenti irregolari di Bissell. Nel 1984 funzionari della compagnia dell'American Ballet Theatre si consultarono con esperti sulla tossicodipendenza e trovarono un terapista per lui. L'anno seguente, una condizione per poter continuare nel suo lavoro con la compagnia fu che egli si sottoponesse a regolari esami delle urine. I test furono effettuati settimanalmente con risultati negativi per il 95%, ma le mancanze furono penalizzate con multe. Nel 1987 trascorse cinque settimane nella Betty Ford Clinic in California per una terapia intensiva, completando il trattamento ad agosto. Prima di entrare in clinica si era infortunato al piede e non poté quindi partecipare al tour autunnale dell'American Ballet Theatre. La sua famiglia incolpava per suo uso di droghe il "mondo della danza altamente competitivo a New York City".
Durante le vacanze era così al verde che dovette prendere in prestito denaro per la spesa. Bissell fu trovato morto nel suo appartamento a Hoboken, New Jersey, il 29 dicembre 1987. Al momento della sua morte, era fidanzato con un'altra ballerina all'American Ballet Theatre, la solista Amy Rose, e aveva programmato di ricongiungersi alla compagnia a gennaio dell'anno successivo. I risultati dell'autopsia dimostrarono che era morto per overdose di cocaina, codeina, metadone e altri farmaci. Non è mai stato determinato se la morte di Bissell sia stato un suicidio deliberato. La sua morte ha sollecitato le accuse di un uso intensivo di droga nel mondo della danza da parte dei genitori di Bissell e della collega ballerina Gelsey Kirkland. L'autobiografia della Kirkland Dancing on My Grave accenna al frequente uso della cocaina da parte di Bissell e, quando discusse della sua stessa dipendenza, affermò che l'aveva iniziata all'uso della droga. Fu inoltre attirata l'attenzione sul programma di terapia farmacologica offerto dall'American Ballet Theatre. Secondo il direttore esecutivo della compagnia, Charles Dillingham, Bissell aveva partecipato al programma di terapia istituito dalla società e "sembrava aver fatto progressi" prima della sua morte. Gelsey Kirkland affermò che la morte di Bissell era stata "una tragedia inevitabile causata almeno in parte dal fallimento del mondo del balletto, e dell'American Ballet Theatre in particolare, di riconoscere e affrontare apertamente il problema della droga", che contrastava con l'affermazione di Dillingham che "la sua morte arrivò come una sorpresa assolutamente orribile ". La produzione del 1988 de La Bayadère ad opera dell'American Ballet Theatre fu dedicata a Bissell che era stato famoso nel ruolo di Solor.